# Відкладене правосуддя - це відмова в правосудді
«Відкладене правосуддя — це відмова у правосудді» (англ. «Justice delayed is justice denied») — це юридична максима зі значенням, що коли для сторони, яка зазнала шкоди, передбачене відшкодування, але його не забезпечують достатньо швидко, це те ж саме, як взагалі не мати можливості отримати таке відшкодування. На цьому принципі базується право на швидкий судовий розгляд і схожі права, які мають на меті прискорити правову систему, адже це несправедливо стосовно потерпілої сторони, коли вона має поратися зі шкодою майже без надії на відшкодування. Ця фраза стала гаслом для реформаторів правових систем, які розглядають суди чи уряди як такі, що надто повільно діють у вирішенні юридичних питань через завелику складність або перенавантаженість існуючої системи або через політичну неугодність.

## Походження
Є різні версії щодо того, хто перший вигадав цю фразу. Згідно з Respectfully Quoted: A Dictionary of Quotations, цю фразу можна приписати Вільяму Еварту Гладстону, але це не підтверджено. Інша версія твердить, що першим цю фразу виголосив Вільям Пенн в такій формі: «відкладене правосуддя — це не правосуддя» (англ. «to delay Justice is Injustice»).
Згадки відкладеного правосуддя й відмов у правосудді трапляються в Піркей Авот 5:7, частина з Мішни (перше століття до н. е. — друге століття н. е.): "Наші рабини вчили : … Меч приходить у світ через відкладене правосуддя та правосуддя, в якому відмовили … ", та Великій хартії вольностей від 1215 р., в Пункті 40 написано: «Ми нікому не продамо, нікому не відмовимо і не затягуватимемо забезпечення прав і справедливості». Моше бен Нахман розуміє пораду, яку дав Їтро у Книзі Виходу 18:22, щоб судити людей у будь-який час, як припущення, що Ізраїлю потрібно більше суддів, оскільки інакше потенційні позивачі зазнають несправедливості через неможливість знайти суддю, який слухатиме їхню справу.
Мартін Лютер Кінґ-молодший вжив цю фразу у формі: «Правосуддя, що надто довго відкладається — це відмова у правосудді» (англ. «justice too long delayed is justice denied») у своєму Листі з Бірмінгемської в'язниці, таємно вивезеному з в'язниці в 1963 році.